# Contea di Guangze
La contea di Guangze (光泽县S, Guāngzé XiànP) è una contea della Cina, situata nella provincia del Fujian.